# إحقاق الحق وإزهاق الباطل
إحقاق الحق وإزهاق الباطل هو كتاب كتبه المتكلِّم الشيعي نور الله التستري ردَّاً على إبطال نهج الباطل وإهمال كشف العاطل للمتكلِّم السني فضل الله بن روزبهان الخنجي، والذي كان قد كتبه أيضاً في الردِّ على نهج الحق لابن المطهَّر الحلِّي الشيعي.

## المؤلف
السيد نور الله التستري أو الشوشتري (ت. 1019 هـ؛ بالهندية: क़ाज़ी नूरुल्लाह शुस्तरी) ويُقال له كذلك القاضي نور الله التستري أو الشهيد الثالث. هو رجل دين وفقيه ومتكلِّم شيعي إيراني الأصل من أهل تستر وهندي الهجرة.

## وجه التسمية
اقتبس نور الله الشوشتري اسم كتابه من الآية ﴿وَقُلْ جَاء الْحَقُّ وَزَهَقَ الْبَاطِلُ إِنَّ الْبَاطِلَ كَانَ زَهُوقًا﴾  فمن هنا أسماه إحقاق الحق وازهاق الباطل ليجلب القارئ إلى كتاب الله وإحقاق الحق.

## طريقة التأليف
الطريقة التي اتخذها المؤلف هي المناظرة باستخدام الفن الجدل ، ينقل نور الله التستري في تمهيد الكتاب، النص الكامل لخطبة فضل الله بن روزبهان الخنجي ثم يقوم بمراجعته وتقييمه. ثم ينقل فقرات من كتاب جاء الحق لجمال الدين أبومنصور الحسن الحلي ثم يرد أقوال فضل بآرائه المستدلة بالحقائق، تاريخيا ومنطقيا.

## محتوى الكتاب
حاول نور الله التستري أن يعرف المذهب الشيعي من خلال الأصول و الفروع و لهذا ناقش الأصول والفروع في وقت واحد وبشكل مقارن بين المذهبين الشيعة و السنة.و قسم المواضيع إلى ثمانيية أقسام وهي:
- الإدراك
- النظرة والفكرة
- صفات الله
- النبوة
- الإمامة
- المعاد
- أصول الفقه

المسائل الفقهية التي تخالف القرآن و السنة النبوية من وجهة نظر أهل السنة.

## الكتاب في كلمات علماء الشيعة
كتب الوحيد البهبهاني في معرض إطرائه على الكتاب قائلا: «من أراد إحكام عقيدته فليراجع إلى إحقاق الحق، ففيه الكفاية عن غيره من الكتب».
المحقق القمي صاحب القوانين أنه كان يقول: «اعتقادي أنه لو كان تصدى العلامة بنفسه لرد كلمات ابن روزبهان لم يمكن له كما أمكن للقاضي الشهيد».
قال محمد تقي المجلسي : «إنه يلزم على كل فرد من الشيعة اقتناء نسخة من كتاب الحق والاستفادة منه»

## دراسات حول كتاب الحق

### تكميل الكتاب
عمد محمد حسن مظفر النجفي إلى تأليف كتابه دلائل الصدق لنهج الحق تتميما لما حققه القاضي نور الله الشهيد في هذا الكتاب.

### تراجم الكتاب
ترجم الكتاب أكثر من مرة، منها:
- ترجمه إلى الفارسية الميرزا محمد النائيني  تحت عنوان ترجمان الحق ولسان الصدق.[5]

- وترجمه إلى الفارسية أيضا نصير الدين حسين بن عبد الوهاب الطباطبائي البهبهاني في كربلاء تحت عنوان إيضاح الحق.[6]

- ترجمه إلى الأردو مولوي محمد علي السندي الحائري.[5]

### التعليقات
سجل مجموعة من الأعلام تعليقاتهم على الكتاب، منها:
- تعليقة مفيد الدين عبد النبي الشيرازي.

- تعليقة محمد هادي بن عبد الحسين.

- تعليقة لبعض أحفاد القاضي نور الله الشوشتري لم يعرف اسمها.

### الشروح والملحقات
بلغت مجلدات الحق 36 مجلداً مع فهرست الملحقات وقد صنفت من قبل فريق من الباحثين وتحت إشراف المرعشي النجفي الذي ابتدأ المجموعة بمقدمة مفصلة تحت عنوان «اللئالي المنتظمة والدرر الثمينة».
- احتوى المجلد الثالث منها على استدراك الآيات النازلة بشأن علي بن أبي طالب

- أما المجلدات الرابع إلى الحادي عشر فقد احتوت على مناقب كل من علي بن ابي طالب وفاطمة والحسنين

- اختص المجلد الثاني عشر ببيان حياة وفضائل سائر الأئمة

- أما المجلد الخامس فقد أفرد للحديث عن المهدي

- المجلد الرابع تعرض لاستدراك الآيات النازلة في شأن علي

- أما المجلدات الخامسة عشر إلى الثلاثة والثلاثين فقد اختصت باستدراك الروايات الواردة في فضائل علي وسائر المعصومين عند الشيعة.

## طالع ايضًا
- توحيد المفضل